# Pseudomastinocerus chiriquiensis
Pseudomastinocerus chiriquiensis är en skalbaggsart som beskrevs av Wittmer 1963. Pseudomastinocerus chiriquiensis ingår i släktet Pseudomastinocerus och familjen Phengodidae. Inga underarter finns listade i Catalogue of Life.